# Мисечко Анатолій Іванович
Анатолій Іванович Мисечко (нар. 3 лютого 1965 — пом. 20 липня 2017) — український історик, краєзнавець, громадський діяч.

## Життєпис
Народився Анатолій Мисечко 3 лютого 1965 року в селі Старий Любар Любарського району Житомирської області.
1982 року закінчив Любарську середню школу. Після невдалого вступу до Київського державного університету імені Т. Г. Шевченка на факультет міжнародних відносин, він продовжив навчання у Любарському СПТУ № 7.
Проходив службу в армії протягом 1983-1985 років у місті Луга, під Ленінградом (Росія), пізніше у місті Бєльці (Молдова).
По закінченню служби був співробітником Любарської будівельної організації. 1987 вступив на історичний факультет Одеського державного університету імені І. І. Мечникова.
Закінчивши навчання 1992 року, Анатолій Мисечко розпочав викладацьку роботу у своєму виші. Через 7 років захистив кандидатську дисертацію «Український культурно-освітній рух на Півдні України (1900—1914 рр.)» (1999). 2003 року отримав посаду доцента кафедри історії України ОНУ. Пізніше А. І. Мисечко обіймав посаду заступника декана історичного факультету, був в. о. голови профбюро кафедри.
Анатолій Іванович співпрацював із НДІ козацтва при Інституті історії України НАНУ (Київ) як науковий співробітник відділу історії козацтва на Півдні України.
В ОНУ А. Мисечко викладав наступні курси: «Історія України», «Історія українського війська» та «Історія української діаспори».
А. І. Мисечко помер після тривалої хвороби 20 липня 2017 року.

## Родина
Був одружений, мав сина Андрія та доньку Тетяну. Остання здобула науковий ступінь і теж стала викладачем, істориком-міжнародником.

## Науковий доробок
А. І. Мисечко був послідовником наукової школи професора А. Д. Бачинського. Сферами його наукового інтересу були історія козацтва та культурно-просвітницький рух на Півдні України в другій половині XIX — на початку XX ст.. Він вивчав історію одеського товариства «Просвіта», українську діаспору з Одеси, відродження на початку XX століття в Одесі українського козацтва, життєдіяльність відомих українських діячів Одеси та Південної України XIX-XX століть — Т. Шевченка, М. Драгоманова, І. Франка, М. Комарова, М. Попруженка, С. Шелухіна, Івана та Юрія Лип, М. Слабченка, А. Бачинського тощо. З-під пера Анатолія Івановича вийшло чимало книг, монографій, статей з вищевказаних тем і напрямків досліджень. Він брав участь у різних наукових, зокрема, у міжнародних, конференціях..

## Громадська діяльність
А. І. Мисечко був активним учасником українського громадського життя Одеси. Він був членом і заступником голови міського товариства «Південна громада», членом ВУТ «Просвіта»; викладачем та ректором (1993-1994) громадського «Народного університету». Також, він входив до Одеського обласного відділення Всеукраїнського товариства краєзнавців (нині Національна спілка краєзнавців України), Українського геральдичного товариства, Товариства дослідників Волині, ВОТУМ ім. І. Франка. А. Мисечко з 2015 року був серед засновників громадської організації «Одесі-600», активно популяризував у регіональних і всеукраїнських ЗМІ, під час наукових конференцій відомості щодо більш раннього заснування Одеси.
Анатолій Іванович з початку 1990-х років плідно співпрацював із одеськими бібліотеками — Одеською національною науковою бібліотекою, міською дитячою бібліотекою ім. Івана та Юрія Лип, беручи участь як лектор і експерт у різноманітних «круглих столах», тематичних вечорах, конференціях.

## Нагороди
За свою наукову та громадську діяльність Анатолій Мисечко був нагороджений грамотами та подяками свого вишу, Одеської міської ради, Всеукраїнського товариства «Просвіта» імені Т. Шевченка та інших організацій; отримав медаль «Будівничий України» (2008).

## Список публікацій
- Кандидатська дисертація:
  - «Український культурно-освітній рух на Півдні України (1900—1914 рр.)» (захист відбувся в ОНУ ім. І. І. Мечникова у 1999 ро-ці);
- Монографії:
  - Одеса козацька: наукові нариси / О. А. Бачинська [та ін.]. — Одеса: [б.в.], 2000. — 147 с. — ISBN 966-95349-7-6. (у співавторстві);
  - Українська діаспора: навчально-методичний посібник для студентів історичного факультету. — Одеса: Астропринт, 2002. — 68 с. — ISBN 966-549-719-7.;
  - Український рух в Одесі наприкінці XIX — початку XX ст. (До 100-ліття одеської «Просвіти»). — Одеса: Друк, 2006.– 162 с. — ISBN 966-290-720-3.;
  - Одеса козацька: наукові нариси / О. А. Бачинська [та ін.]. — Вид. 2-е, зм. та доп. — Одеса: Фенікс, 2008. — 239 с. — ISBN 978-966-438-061-1. (у співавторстві);
  - Вінцковський Тарас. Українські мілітарні формування в Одесі в добу Центральної Ради (березень 1917 — квітень 1918 рр.): наук. нариси / Тарас Вінцковський, Євген Джумига, Анатолій Мисечко. — Одеся: Фенікс, 2010. — 154 с. — ISBN 978-966-438-185-4. (у співавторстві);
  - Чорноморська хвиля Української революції: провідники національного руху в Одесі у 1917—1920 рр. — Одеса: [ТЕС], 2011. — 586 с. — ISBN 978-966-2389-18-0. (у співавторстві);
- Статті:
  - Віталій Боровик в українському національному русі: «одеський слід» / А. І. Мисечко, В. М. Хмарський // Записки історичного факультету. — 2009. — Вип. 20. — С. 141—158. — Режим доступу: http://nbuv.gov.ua/UJRN/zif_2009_20_13
  - Мисечко А. Взаємозв'язки Одеської і Галицької «Просвіт» / А. Мисечко // Україна: культурна спадщина, національна свідомість, державність. — 2010. — Вип. 19. — С. 540—543. — Режим доступу: http://nbuv.gov.ua/UJRN/Uks_2010_19_75
  - Мисечко А. І. З історії написання та популяризації пісні «Реве та стогне Дніпр широкий» / А. І. Мисечко // Чорноморський літопис. — 2012. — Вип. 6. — С. 31-34. — Режим доступу: http://nbuv.gov.ua/UJRN/Chl_2012_6_7
  - Мисечко А. І. Українська видавнича спадщина в Одесі: ще один крок у науковому дослідженні / А. І. Мисечко // Вісник Одеського національного університету. Серія: Бібліотекознавство, бібліографознавство, книгознавство. — 2012. — Т. 17, Вип. 1. — С. 235—237. — Режим доступу: http://nbuv.gov.ua/UJRN/Vonu_bbk_2012_17_1_15
  - Мисечко А. І. До взаємостосунків української та єврейської громади в Одесі в II половині ХІХ — на початку XX ст. / А. І. Мисечко // Записки історичного факультету. — 2013. — Вип. 24. — С. 92-101. — Режим доступу: http://nbuv.gov.ua/UJRN/zif_2013_24_10
  - Мисечко А. І. Українська Гельсінська Спілка — засіб боротьби за права людини в Україні / А. І. Мисечко, С. Р. Захарія // Історичний архів. — 2013. — Вип. 10. — С. 67-69. — Режим доступу: http://nbuv.gov.ua/UJRN/Ians_2013_10_11